# Beate Andersová
Beate Andersová, provdaná Gummeltová (* 4. února 1968, Lipsko, Sasko) je bývalá východoněmecká a později německá atletka, jejíž specializací byla sportovní chůze.
Největších úspěchů dosáhla v hale. Dvakrát získala zlatou medaili na halovém mistrovství Evropy (Haag 1989, Glasgow 1990) a zlato vybojovala také na halovém mistrovství světa v Seville v roce 1991.

## Letní olympijské hry
Třikrát reprezentovala na letních olympijských hrách. Chodecká disciplína žen se objevila poprvé na programu olympijských her v roce 1992 v Barceloně, kde ženy startovaly na desetikilometrové trati. O čtyři roky později v Atlantě se však chůze na 10 km žen konala naposledy. Na následující olympiádě v australském Sydney 2000 byla totiž nahrazena chůzí na 20 km.
| Olympijské hry | Místo konání         | Umístění | Výkon   | Disciplína  |
| -------------- | -------------------- | -------- | ------- | ----------- |
| LOH 1992       | Barcelona, Španělsko | 16.      | 46:31   | 10 km chůze |
| LOH 1996       | Atlanta, USA         | DSQ      | -       | 10 km chůze |
| LOH 2000       | Sydney, Austrálie    | 19.      | 1:34:59 | 20 km chůze |